# Eumops dabbenei
Eumops dabbenei е вид бозайник от семейство Булдогови прилепи (Molossidae).

## Разпространение
Видът е разпространен в Аржентина, Боливия, Бразилия, Венецуела, Колумбия и Парагвай.